# Тренутак предности
Тренутак предности је трилер издат 2008. године у САД. Радња филма се одиграва у Саламанки у Шпанији, иако је само његов незнатан део снимљен ван Мексика.

## Радња
Током антитерористичке кампање у Шпанији извршен је атентат на америчког председника. У кратком временском интервалу се одвија доста радњи, које нису приказане на класичан начин — симултано и испреплетано. Уместо тога, филм приказује ових неколико минута атентата изнова и изнова, али увек из перспективе другог учесника догађаја, што омогућује гледаоцу да склопи комплетну слику.